# Edwin Vurens
Edwin Vurens (Stompwijk, 6 juni 1968) is een voormalig Nederlands profvoetballer.
Vurens begon met voetballen bij Stompwijkse Boys (nu Stompwijk '92) en ging daarna naar RKAVV in Leidschendam. Hij begon zijn profcarrière bij Sparta in Rotterdam. Daarna volgden FC Twente, Roda JC en de Zwitserse clubs Sankt Gallen en Servette Genève. Hij beëindigde zijn loopbaan na het seizoen 2001/2002, waarin hij met Servette kampioen van Zwitserland was geworden.
Op 22 februari 1995 speelde hij onder leiding van bondscoach Guus Hiddink zijn eerste en enige interland voor het Nederlands elftal; een met 0-1 verloren vriendschappelijke wedstrijd tegen Portugal, waarin hij in de rust moest plaatsmaken voor een andere debutant, Eric van der Luer (Roda JC). Andere debutanten in dat duel waren Frank Verlaat (AJ Auxerre) en  Michel Kreek (Calcio Padova).
Na zijn profcarrière speelde hij nog in seizoen 2002/2003 bij 1e klasser RKAVV in Leidschendam. Vurens was in het seizoen 2005/2006 hoofdtrainer van FC Zoetermeer. Sinds de zomer van 2007 tot eind 2008 was hij trainer van toenmalig hoofdklasser VUC uit Den Haag. Vanaf het seizoen 2009-2010 was Vurens hoofdtrainer bij hoofdklasser sv ARC uit Alphen aan den Rijn, waarmee hij direct in zijn eerste seizoen promoveerde naar de topklasse.ld
In het seizoen 2014-2015 als interim-trainer ( 6 wedstrijden) bij Velo zondag (1e klasse).
Om vervolgens in het seizoen 2015-2016 als trainer van Velo zaterdag te starten, dit jaar voor het eerst gestart in de 4e klasse. Met als resultaat het kampioenschap.

## Erelijst
Roda JC
- KNVB beker

1997
 Servette FC
- Zwitsers landskampioen

1999
- Zwitserse beker

2001